# Volkmar I. von Brandenburg
Volkmar I. (auch Folkmar) war der dritte Bischof von Brandenburg von 980/981 bis 983.

## Leben
Folkmar wurde von Erzbischof Adalbert von Magdeburg 980 oder Anfang 981geweiht. Er floh vor dem Slawenaufstand von 983 aus der Brandenburg, während andere Geistliche gefangen wurden.
Weitere Angaben zu seiner Person sind nicht überliefert.